# Körper – tanz – bewegung
körper – tanz – bewegung (Abkürzung ktb) ist eine 2013 gegründete wissenschaftliche Zeitschrift, deren Fokus auf Vermittlung von Grundlagen und Anregungen zur Praxis und Theorie der psychotherapeutischen Arbeit mit dem Körper, mit Tanz und Bewegung liegt. Sie erscheint vierteljährlich im Ernst Reinhardt Verlag.

## Inhalt
„körper – tanz – bewegung“ vermittelt Grundlagen und Anregungen zur Praxis und Theorie der psychotherapeutischen Arbeit mit dem Körper, mit Tanz und Bewegung. Die Zeitschrift macht in dieser Breite die therapeutische und edukative Arbeit mit der verkörperten Erfahrung zum Thema. Sie bietet den Lesern Artikel zur theoretischen Fundierung und zur Praxis einer psychotherapeutischen Arbeit mit dem Körper, mit Tanz und Bewegung. In jedem Heft berichten außerdem einzelne Fachverbände über ihre Aktivitäten, werden Bücher rezensiert und Aktuelles aus der Forschung zu körperbezogenen und künstlerischen Therapien vorgestellt. „körper –  tanz – bewegung“ richtet sich an Fachkräfte in der Psychotherapie, Psychologie, Pädagogik sowie Sportwissenschaften und Medizin.

## Herausgeber
(Quelle: )
- Marianne Eberhard-Kaechele
- Ulfried Geuter
- Andrea Goll-Kopka
- Eva Kaul
- Frank Röhricht